# Luxemburg op de Olympische Zomerspelen 1960
Luxemburg nam deel aan de Olympische Zomerspelen 1960 in Rome, Italië. Het was de negende deelname van Luxemburg.
Aan de in 1920 gewonnen zilveren medaille van Joseph Alzin en de in 1952 gouden medaille van de atleet Josy Barthel werd deze editie geen medaille toegevoegd.
De turner Joseph Stoffel was de eerste Luxemburger die voor de vierde keer deel nam aan de Olympische Spelen. Zijn echtgenote Yvonne Stoffel-Wagener nam eveneens deel bij het turnen.

## Deelnemers en resultaten

### Atletiek
| Olympiër                                                     | Discipline            | Resultaat | Prestatie                |
| ------------------------------------------------------------ | --------------------- | --------- | ------------------------ |
| Roger Bofferding                                             | 200m (m)              | 52e       | serie 10: 6de in 23,2    |
| Felix Heuertz                                                | 400m (m)              | 50e       | serie 2: 4de in 50,2     |
| Norbert Haupert                                              | 800m (m)              | 35e       | serie 5: 4de in 1.54,83  |
| Jean Aniset]                                                 | 5000m (m)             | 43e       | serie 4: 11de in 15.17,0 |
| Roger Bofferding Felix Heuertz Norbert Haupert Ramon Humbert | 4x400m (m)            | 18e       | serie 2: 5de in 3.21,87  |
| Charles Sowa                                                 | 20km snelwandelen (m) | 18e       | 1:42.43,8                |
| Charles Sowa                                                 | 50km snelwandelen (m) | 21e       | 4:57.00,4                |

### Boksen
| Olympiër      | Discipline  | Resultaat | Prestatie                                                |
| ------------- | ----------- | --------- | -------------------------------------------------------- |
| Robert Rausch | -51kg (m)   | 17e       | 1ste ronde: vrij 2de ronde: V van RAU El-Girdy: 0-5      |
| Charles Reiff | -54kg (m)   | 17e       | 1ste ronde: V van BIR Myint: 0-5                         |
| François Sowa | -63,5kg (m) | 33e       | 1ste ronde: V van CAN Sarrazin: knock-out                |
| René Grün     | -67kg (m)   | 17e       | 1ste ronde: vrij 2de ronde: V van USA Baldwin: knock-out |
| Ray Cillien   | -81kg (m)   | 9e        | 1ste ronde: vrij 2de ronde: V van URS Shatkov: 0-5       |

### Gewichtheffen
| Olympiër          | Discipline  | Resultaat | Prestatie |
| ----------------- | ----------- | --------- | --------- |
| Roger Hippertchen | -67,5kg (m) | 24e       | 280kg     |
| Henri Mersch      | +90kg (m)   | 16e       | 340kg     |

### Kanovaren
| Olympiër                 | Discipline    | Resultaat | Prestatie                                             |
| ------------------------ | ------------- | --------- | ----------------------------------------------------- |
| André Conrardy           | K-1 1000m (m) | 21e       | serie 3: 8ste in 4.27,38 herkansingen: 5de in 4.28,40 |
| Marcel Lentz Léon Klares | K-2 1000m (m) | 23e       | serie 3: 7de in 3.54,73 herkansingen: 5de in 4.01,10  |

### Schermen
| Olympiër                                                               | Discipline      | Resultaat | Prestatie |
| ---------------------------------------------------------------------- | --------------- | --------- | --- |
| Eddi Gutenkauf                                                         | degen (m)       | 32e       | 1ste ronde groep J: 2de met 5 overwinningen 2de ronde groep E: 6de met 0 overwinningen                          |
| Robert Schiel                                                          | degen (m)       | 42e       | 1ste ronde groep F: 4de met 2 overwinningen                                                                     |
| Roger Theisen                                                          | degen (m)       | 37e       | 1ste ronde groep K: 4de met 3 overwinningen                                                                     |
| Roger Theisen Edy Schmit Robert Schiel Rudy Kugeler Eddi Gutenkauf     | degen team (m)  | 5e        | 1ste ronde groep E: 2de met 1 overwinning 2de ronde: W van Polen: 8-8 (62-61) kwartfinale: V van Hongarije: 2-9 |
| Édouard Didier                                                         | floret (m)      | 37e       | 1ste ronde groep E: 4de met 3 overwinningen                                                                     |
| Jean Link                                                              | floret (m)      | 28e       | 1ste ronde groep H: 1ste met 5 overwinningen 2de ronde groep D: 5de met 1 overwinning                           |
| Robert Schiel                                                          | floret (m)      | 52e       | 1ste ronde groep I: 4de met 1 overwinningen                                                                     |
| Jean Link Robert Schiel Édouard Didier Roger Theisen Jean-Paul Olinger | floret team (m) | 9e        | 1ste ronde groep A: 2de met 1 overwinning 2de ronde: V van Verenigde Staten: 5-9                                |
|                                                                        |                 |           | |
| Colette Flesch                                                         | floret (v)      | 28e       | 1ste ronde groep A: 4de met 2 overwinningen                                                                     |
| Ginette Rossini                                                        | floret (v)      | 37e       | 1ste ronde groep H: 5de met 2 overwinningen                                                                     |

### Schietsport
| Olympiër        | Discipline                 | Resultaat | Prestatie                                                               |
| --------------- | -------------------------- | --------- | ----------------------------------------------------------------------- |
| Victor Kremer   | 50m geweer 3 houdingen (m) | 69e       | kwalificatie groep 2: 36ste met 488 punten (178-160-150)                |
| Victor Kremer   | 50m geweer liggend (m)     | 78e       | kwalificatie groep 2: 39ste met 364 punten (88-92-88-96)                |
| François Fug    | 50m pistool (m)            | 51e       | kwalificatie groep 1: 22ste met 337 punten finale: 51ste met 502 punten |
| Marcel Chennaux | trap (m)                   | onbekend  |                                                                         |
| Aly Knepper     | trap (m)                   | onbekend  |                                                                         |

### Turnen
| Olympiër                                                                                  | Discipline               | Resultaat | Prestatie     |
| ----------------------------------------------------------------------------------------- | ------------------------ | --------- | ------------- |
| Marcel Coppin                                                                             | individuele meerkamp (m) | 100e      | 101,55 punten |
| Hubert Erang                                                                              | individuele meerkamp (m) | 119e      | 91,85 punten  |
| François Eisenbarth                                                                       | individuele meerkamp (m) | 121e      | 87,10 punten  |
| Armand Huberty                                                                            | individuele meerkamp (m) | 70e       | 107,55 punten |
| Michel Kiesgen                                                                            | individuele meerkamp (m) | 97e       | 101,95 punten |
| Josy Stoffel                                                                              | individuele meerkamp (m) | 18e       | 111,50 punten |
| Marcel Coppin Hubert Erang François Eisenbarth Armand Huberty Michel Kiesgen Josy Stoffel | meerkamp team (m)        | 17e       | 516,90 punten |
|                                                                                           |                          |           |               |
| Liliane Becker                                                                            | individuele meerkamp (v) | 98e       | 64,198 punten |
| Yvonne Stoffel-Wagener                                                                    | individuele meerkamp (v) | 106e      | 60,097 punten |

### Wielersport
| Olympiër                                                  | Discipline         | Resultaat | Prestatie      |
| --------------------------------------------------------- | ------------------ | --------- | -------------- |
| René Andring                                              | wegwedstrijd (m)   | 25e       | 4:20.57        |
| Louis Grisius                                             | wegwedstrijd (m)   | DNF       | niet gefinisht |
| Robert Hentges                                            | wegwedstrijd (m)   | 14e       | 4:20.57        |
| Roger Thull                                               | wegwedstrijd (m)   | 51e       | 4:25.34        |
| René Andring Louis Grisius Nicolas Pleimling Raymond Bley | Ploegentijdrit (m) | 22e       | 47.48          |

### Worstelen
| Olympiër            | Discipline     | Resultaat      | Prestatie                                                         |
| Grieks-Romeins      | Grieks-Romeins | Grieks-Romeins | Grieks-Romeins                                                    |
| ------------------- | -------------- | -------------- | ----------------------------------------------------------------- |
| François Schlechter | -57kg (m)      | 28e            | 1ste ronde: V van BUL Petrov: 0-4                                 |
| Jean Schintgen      | -62kg (m)      | 22e            | 1ste ronde: V van TCH Tóth: 0-4 2de ronde: V van ROU Sult: 0-4    |
| Bernard Philippe    | -73kg (m)      | 20e            | 1ste ronde: V van FIN Laakso: 1-3 2de ronde: V van AUS Clark: 1-3 |
| Raymond Schummer    | -79kg (m)      | 20e            | 1ste ronde: V van GER Metz: 0-4 2de ronde: V van TUR Ayvaz: 0-4   |

### Zwemmen
| Olympiër          | Discipline          | Resultaat | Prestatie                  |
| ----------------- | ------------------- | --------- | -------------------------- |
| René Wagner       | 100m vrije slag (m) | 49e       | serie 1: 7de in 1.04,3     |
| Rudolf Muller     | 100m rugslag (m)    | 34e       | serie 3: 7de in 1.12,3     |
| Ernest Schweitzer | 200m schoolslag (m) | DSQ       | serie 5: gediskwalificeerd |
|                   |                     |           |                            |
| Ernest Schweitzer | 100m schoolslag (v) | 30e       | serie 2: 8ste in 1.23,9    |